# Police Academy 6
Pour les articles homonymes, voir Police Academy (homonymie).
Série Police Academy
Police Academy 5
(1988) Police Academy : Mission à Moscou
(1994)
Pour plus de détails, voir Fiche technique et Distribution.
Police Academy 6 : S.O.S. Ville en état de choc, ou Académie de Police 6 : Une ville assiégée au Québec (Police Academy 6: City Under Siege) est un film américain réalisé par Peter Bonerz, sorti en 1989. C'est le sixième volet de la série Police Academy.

## Synopsis
Le district de Wilson Heights est touché par une série impressionnante de vols, et semble être la cible d'une bande organisée très professionnelle. C'est le Capitaine Harris qui est chargé de la sécurité de ce secteur, et entend bien résoudre seul cette enquête, après de nombreuses années d'attente pour obtenir son propre secteur loin du Commandant Lassard et de sa bande. Mais à la suite d'un énième cafouillage de sa part, le maire de la ville décide de lui adjoindre les services de Lassard qui va s'entourer de ses habituels flics de choc. Là va alors commencer une vaste investigation pour savoir qui est à l'origine de ce désordre, qui met à mal la tranquillité de toute la ville désormais "en état de choc".

## Fiche technique
- Titre français : Police Academy 6 : S.O.S. Ville en état de choc
- Titre original : Police Academy 6: City Under Siege
- Titre québécois : Académie de Police 6 : Une ville assiégée
- Réalisation : Peter Bonerz
- Scénario : Stephen Curwick, d'après les personnages créés par Neal Israel et Pat Proft
- Musique : Robert Folk
- Photographie : Charles Rosher Jr.
- Montage : Hubert de La Bouillerie
- Production : Paul Maslansky
- Société de production et de distribution : Warner Bros.
- Pays d'origine :  États-Unis
- Langue : Anglais
- Format : Couleur - Mono - 35 mm - 1.85:1
- Genre : Comédie policière
- Durée : 84 min
- Date de sortie :
  -  France : 21 juin 1989

## Distribution
Légende : Version Française = VF[réf. nécessaire] et Version Québécoise = VQ
- Matt McCoy (en) (VF : Bertrand Liebert) : Sergent Nick Lassard
- Michael Winslow (VF : Roland Timsit ; VQ : Éric Gaudry) : Sergent Larvell Jones
- David Graf (VF : Richard Darbois ; VQ : Mario Desmarais) : Sergent Eugene Tackleberry
- Bubba Smith (VQ : Victor Désy) : Lieutenant Moses Hightower
- G. W. Bailey (VF : Marc de Georgi ; VQ : Hubert Gagnon) : Capitaine Thaddeus Harris
- Lance Kinsey (VF : Luq Hamet ; VQ : Daniel Lesourd) : Lieutenant Proctor
- Leslie Easterbrook (VF : Martine Meiraghe ; VQ : Madeleine Arsenault) : Lieutenant Debbie Callahan
- Marion Ramsey (VF : Kelvine Dumour ; VQ : Violette Chauveau) : Sergent Laverne Hooks
- Bruce Mahler (en) (VF : Georges Caudron) : Sergent Douglas Fackler
- George Gaynes (VF : Jean-Claude Michel ; VQ : Yves Massicotte) : Commandant Eric Lassard
- Kenneth Mars (VF : Jean-Pierre Delage ; VQ : Vincent Davy) : Le Maire
- George R. Robertson (VF : Roland Ménard ; VQ : Ronald France) : Commissaire Henry J. Hurst
- Gerrit Graham (VF : Hervé Bellon) : Ace
- Brian Seeman (VQ : Bernard Fortin) : Flash
- Darwyn Swalve (VQ : Serge Turgeon) : Ox
- Billie Bird : Mme Stanwyck
- Arthur Batanides : M. Kirkland

## Autour du film
- Le film fut tourné à Los Angeles, loin des lieux de tournage originaux des premiers films situés à Toronto. D'ailleurs, il s'agit du premier film de la série où l'on ne voit dans aucun plan du film la célèbre académie de police.
- Beans Morocco, qui interprète le directeur de la banque, a interprété l'homme d'entretien dans le précédent opus.
- Billie Bird, qui interprète Mrs Stanwyck, a interprétée Lois Feldman dans le quatrième opus.